# Таємна лавка знань
Таємна лавка знання (англ. The Secret Bench of Knowledge), раніше — Таємна лавка, втрачений рай (англ. Secret Bench, Lost Paradise) — скульптура авторства канадської скульпторки чеського походження Леа Віво. Скульптура була виготовлена в декількох варіантах. Найвідомішою є копія в Оттаві на вході до Бібліотеки та архіву Канади на Веллінгтон-стріт, де 1989 року мисткиня встановила перший варіант за власною ініціативою. Через рік скульптуру прибрали, проте близько 9:00 ранку 1 травня 1994 року в присутності 3000 людей відкрили новий варіант скульптури з багатьма деталями, яких не мав оригінал. На новій скульптурі є написи шрифтом Брайля.
Копії скульптури встановлені в інших містах Канади, в тому числі в Торонто, Сарнії та Монреалі, а також в Нью-Йорку й Празі.

## Галерея

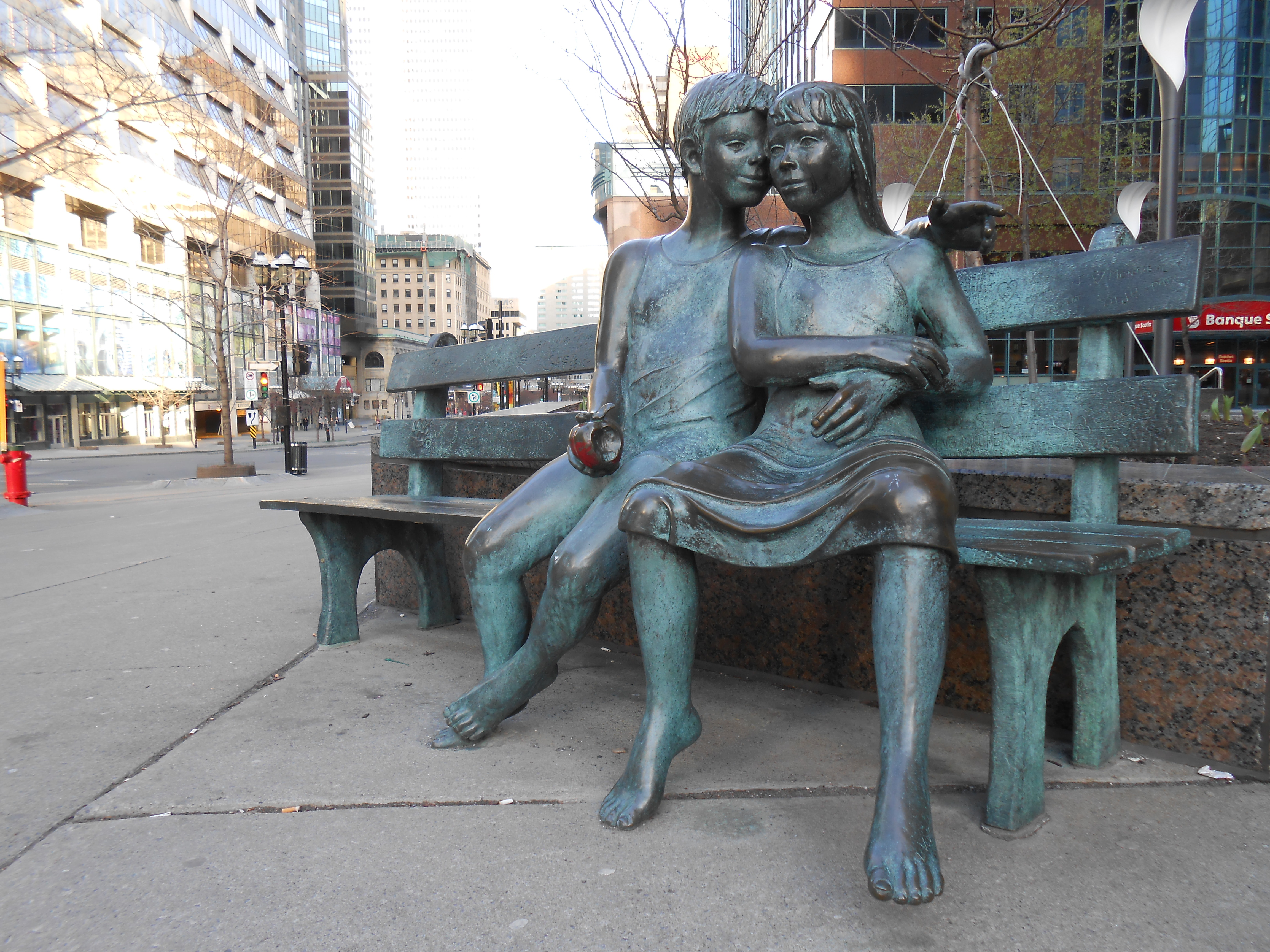
Монреаль
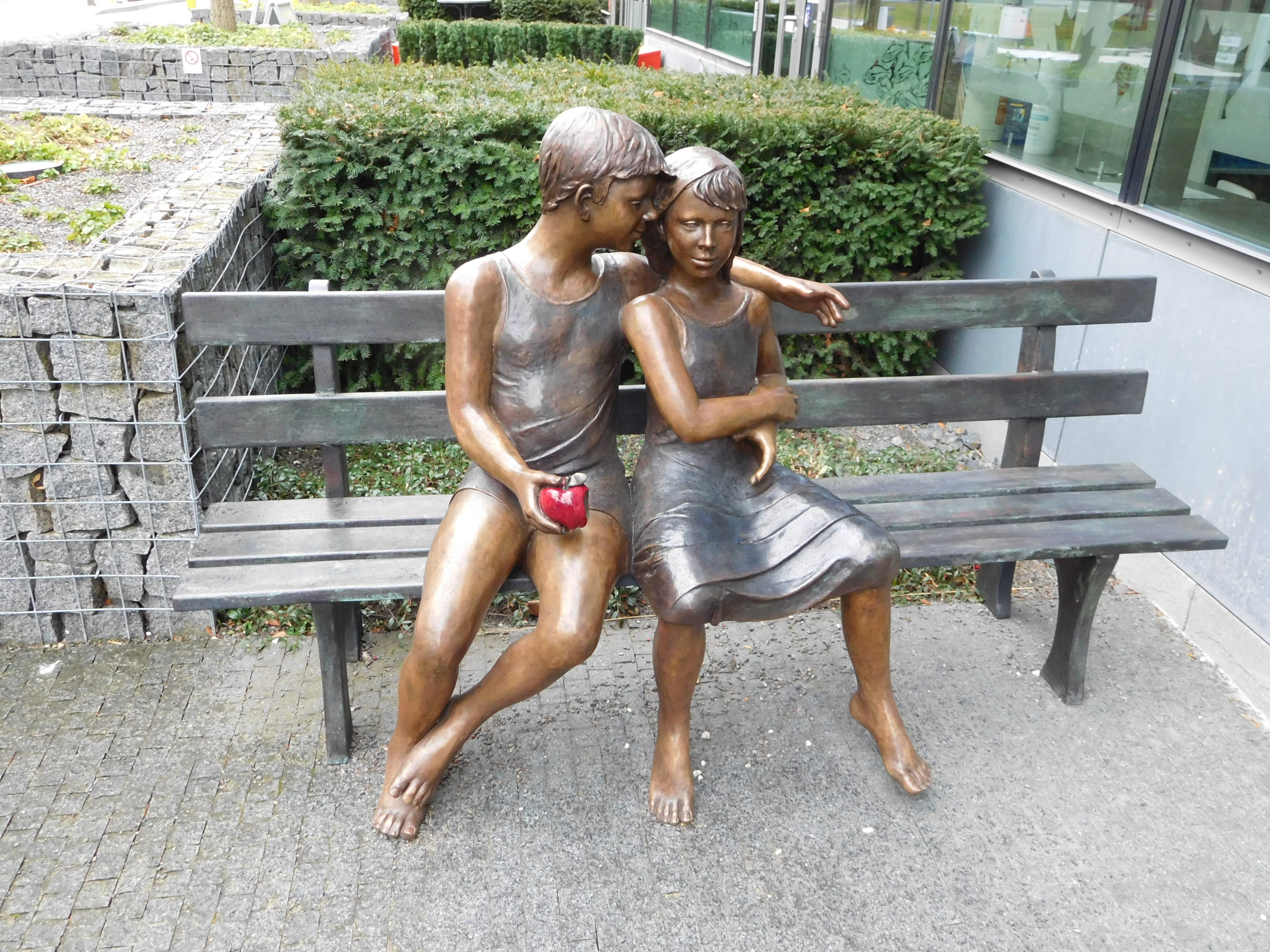
Прага (Ходов)
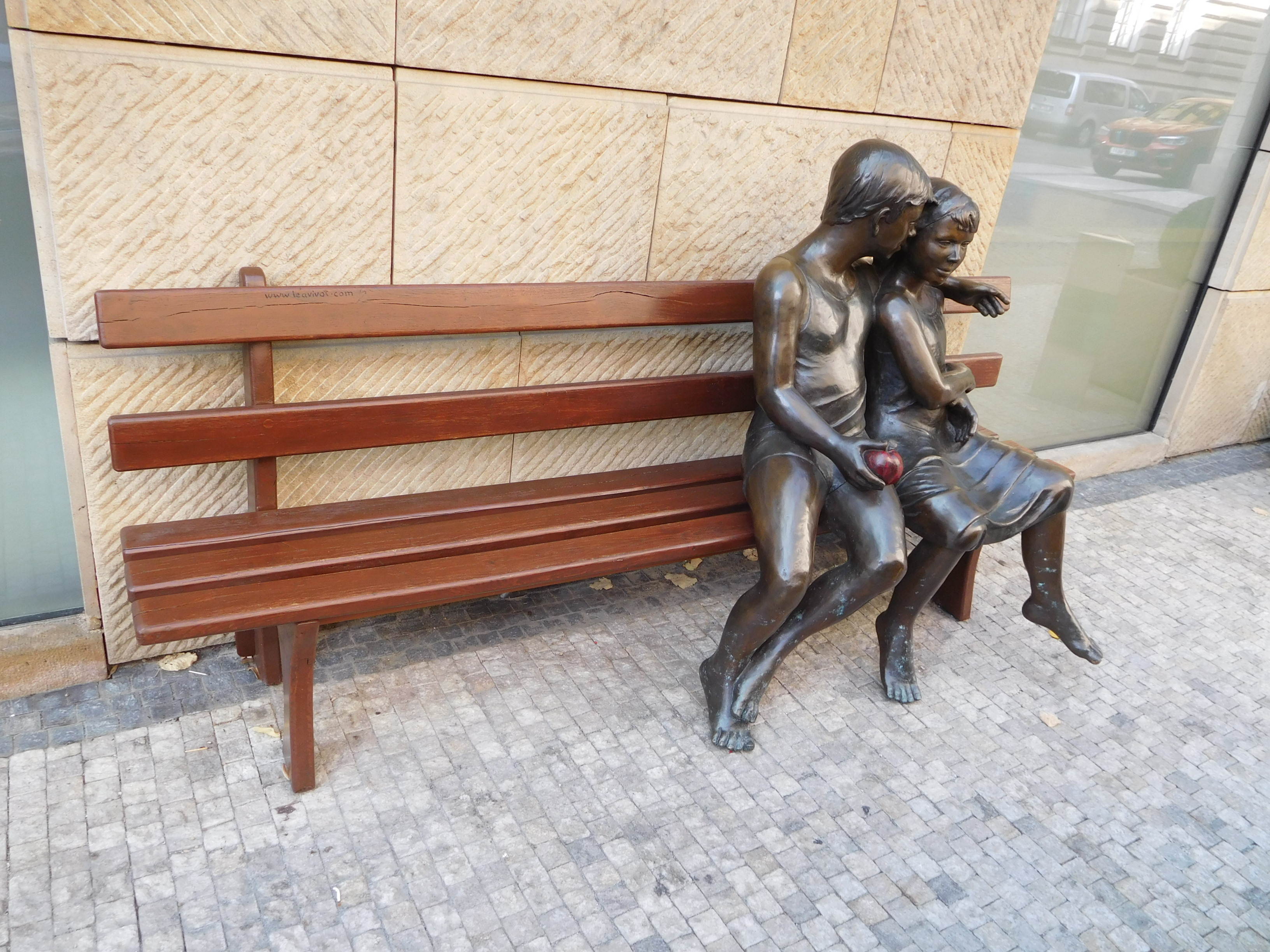
Прага (Старе місто)